# Wolfgang (Pfalz-Neumarkt)

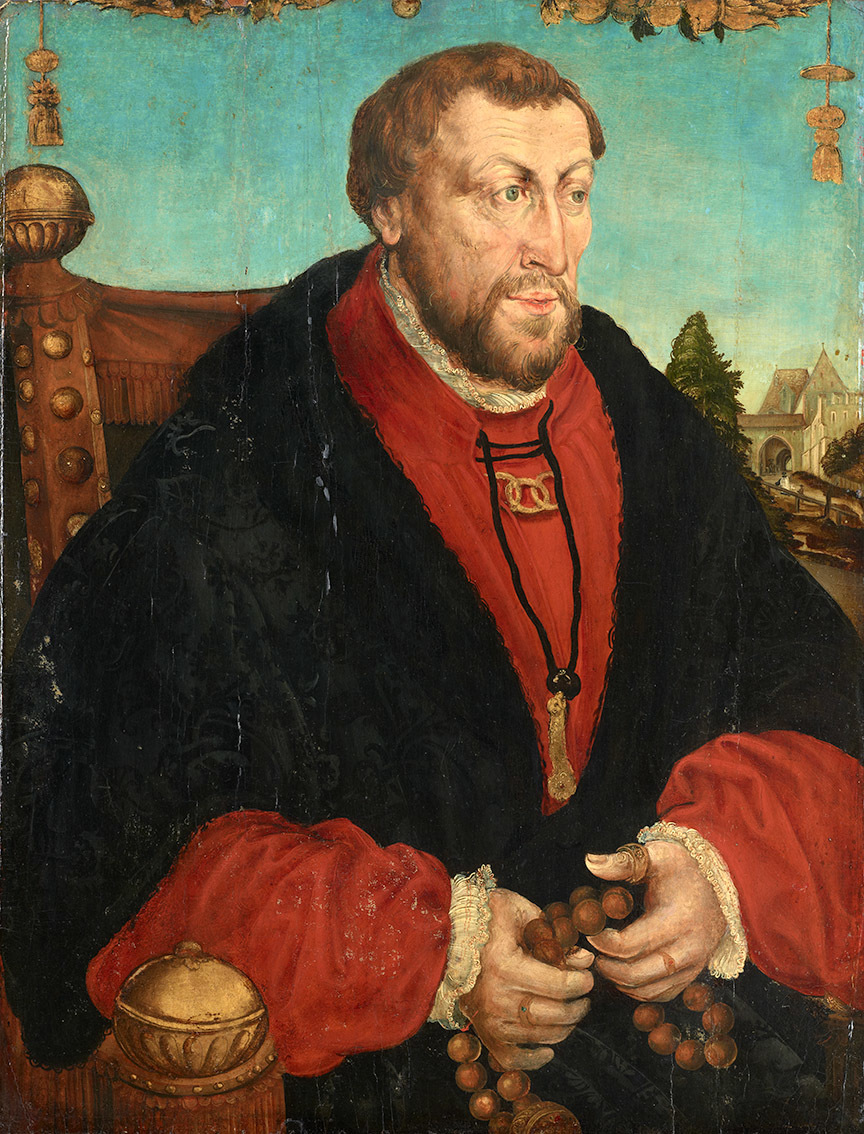
Porträt des Pfalzgrafen (um 1525/1530)

Wolfgang von der Pfalz, genannt der Ältere (* 31. Oktober 1494 in Heidelberg; † 2. April 1558 in Neumarkt in der Oberpfalz) aus der Familie der Wittelsbacher war ein Pfalzgraf von Neumarkt und Statthalter der Oberpfalz.

## Leben
Wolfgang war ein Sohn des Kurfürsten Philipp von der Pfalz (1448–1508) aus dessen Ehe mit Margarete (1456–1501), Tochter des Herzogs Ludwig IX. von Bayern-Landshut. Wolfgang war für die geistliche Laufbahn vorgesehen und wurde zunächst durch Oekolampad am väterlichen Hof in Heidelberg, dann an der Universität Mainz erzogen. Hier lernte er die alten Sprachen und fand eine Begeisterung für die Antike. Als Vorbereitung für eine einzuschlagende geistliche Laufbahn erhielt er vor 1515 Domherrenstellen in Augsburg, Würzburg und Speyer. An der Universität Paris, die er daraufhin bezog, lernte er Aleander kennen und schätzen. Am 14. März 1515 ließ er sich an der Universität Wittenberg immatrikulieren und wurde dort rector magnificentissimus. Seine Bekanntschaft mit Luther war ausschlaggebend für den herzlichen Empfang, der dem Reformator 1518 am Heidelberger Hof zuteilwurde. Im Jahr 1524 trat Wolfgang in den Laienstand zurück.
Wolfgang, seit 1522 Deutschordensritter, erhielt 1524 das Deputat Neumarkt und wurde 1544 Statthalter der Oberpfalz zu Amberg. Er galt als Freund und Förderer der Wissenschaften und starb unverheiratet und kinderlos. Er wurde in der Heiliggeistkirche in Heidelberg beigesetzt.